# Сен-Мегрен
Сен-Мегре́н (фр. Saint-Maigrin) — коммуна во Франции, находится в регионе Пуату — Шаранта. Департамент коммуны — Шаранта Приморская. Входит в состав кантона Аршьяк. Округ коммуны — Жонзак.
Код INSEE коммуны — 17357.

## Население
Население коммуны на 2010 год составляло 564 человека.
| 1962 | 1968 | 1975 | 1982 | 1990 | 1999 | 2010 |
| ---- | ---- | ---- | ---- | ---- | ---- | ---- |
| 606  | 598  | 555  | 548  | 511  | 526  | 564  |